# 地面纜車

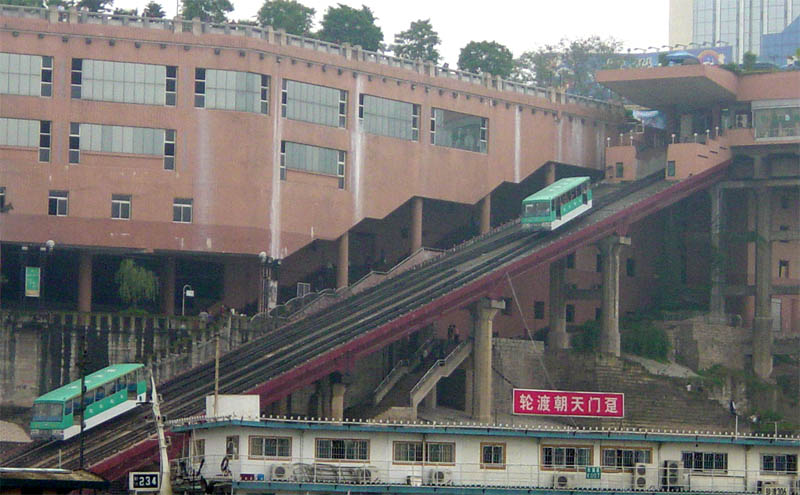
重庆朝天门码头纜車，已停运

地面纜車，又称缆车:30，是種結合索道與轨道的缆索運輸工具，用纜索縳住形似铁路客车的車廂，在地面轨道或由固定结构支承的轨道上运行:30。纜車的動力裝置放在車站內，車上的機器很簡單，故非常適合攀爬非常斜的山坡。纜車可攀爬的坡度可達122%，超過齒軌鐵路等登山鐵路技術。

## 種類
往复式地面缆车（英語：Funicular）跟循环式地面缆车（英語：Cable Car）之間最大分別是：往复式缆车路軌的坡度通常改變不大。它們通常采用固定式抱索器，車廂會經常縳上纜索，在正常的運作下是不會解開的，车厢随缆索在线路上往复运行；而循环式缆车則采用脱挂式抱索器，车厢會在运行時不斷脱开或挂接上纜索，在到达终点站后挂上反向的缆索运行，而缆索保持循环运作。美國三藩市市區內行走的著名纜車，便是循环式缆车，而非往复式缆车。

### 往复式纜車

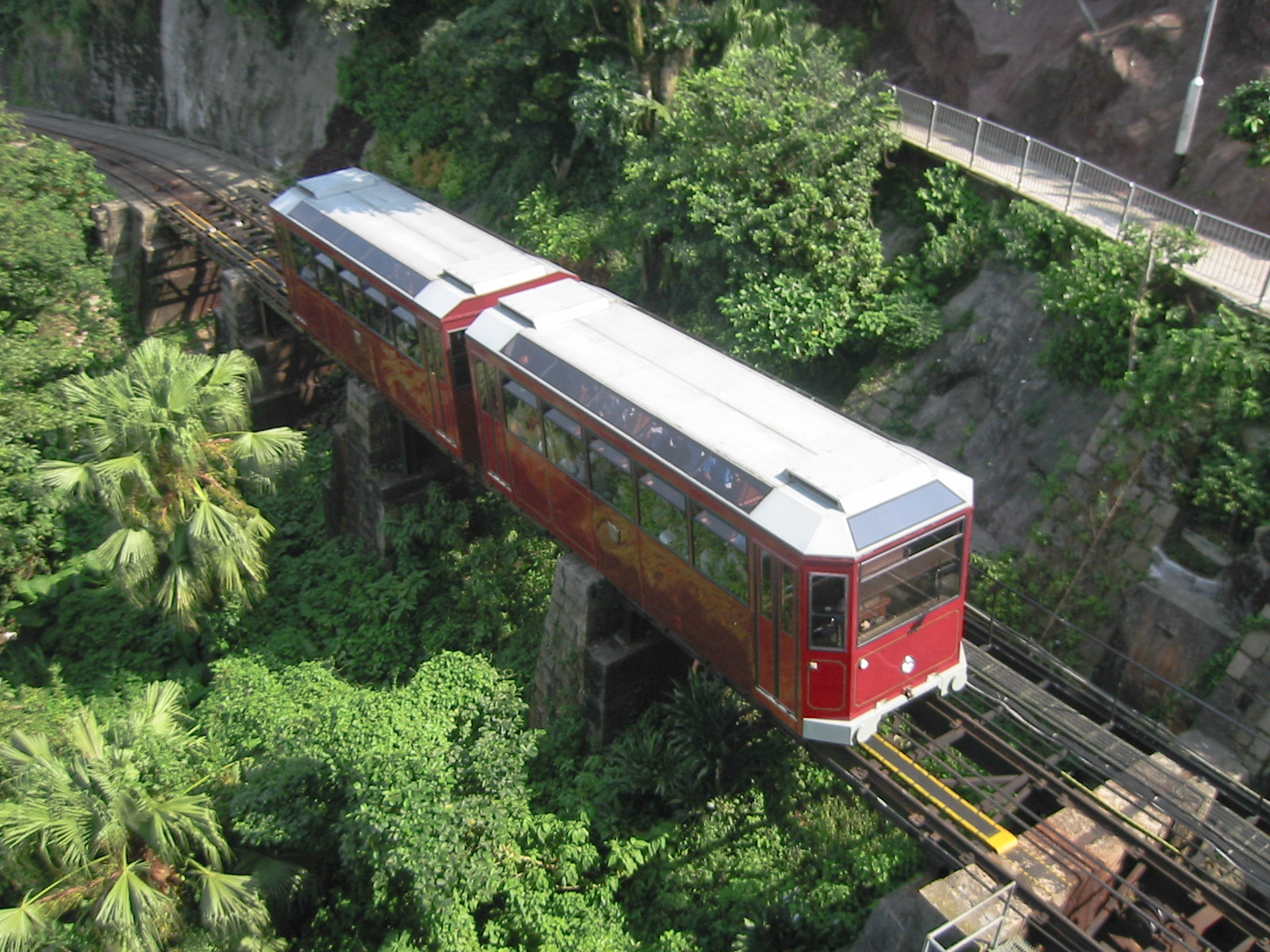
香港的往复式缆车——山頂纜車

往复式纜車是一種介乎往复式索道及鐵路的交通系統，最常在山區出現。車廂大多是為了要行走的路軌坡度而特別訂造，使車內的座位及地板保持接近水平。往复式地面缆车通常都會有兩輛車，分別縳在纜索的兩端。當其中一輛車上山時，另一輛則同時下山。双线往复式纜車使用完全獨立的兩條線，两个或两组缆车分别在两条线路上运行；有会车段往复式纜車只有一条轨道线路，线路正中設置会车段供兩輛車錯過對方:30。　

### 循环式缆车

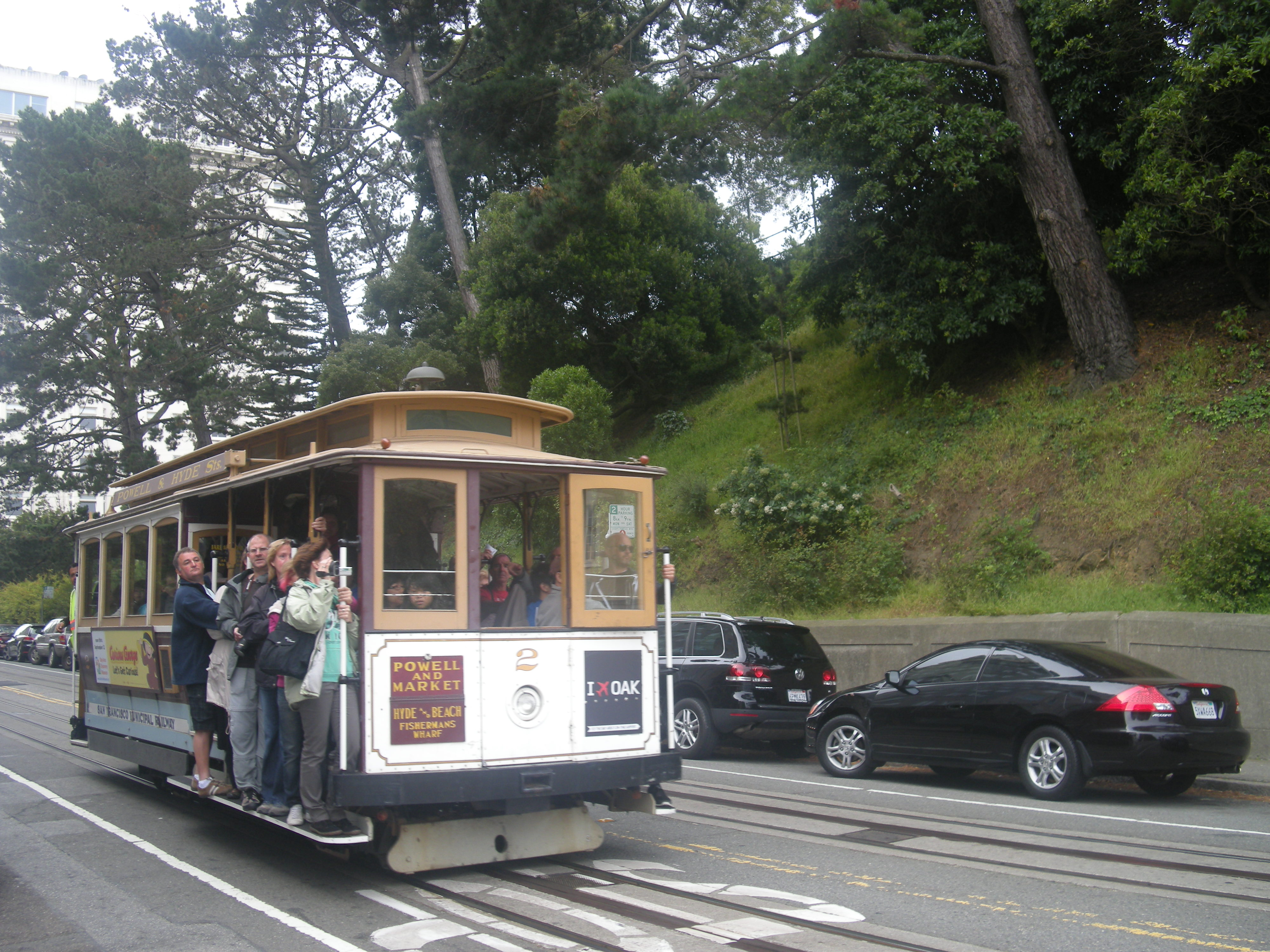
旧金山的循环式缆车

循环式缆车是地面缆车的一种，车厢通过系紧持续移动的钢缆而以固定的速度运行。车辆可通过脱开或挂接的方式停车和起动。循环式缆车与往复式缆车不同，往复式缆车是永久式挂接于钢缆上的。

## 歷史
最早的地面缆车是以水力推動的，用來在運河中把駁船拉上或放下陡峭的山坡。大部分這類運河缆车都是在十九世紀出現，美國1830年代建造運河的高峰期曾造了不少。它們的動力來自運河上游放下的水，推動渦輪後，帶動纜索車把駁船拉上及放下。1873年旧金山修建了缆车线路，以钢缆牵引轨道车辆。同一时期，在一些城市出现了用小型窄轨蒸汽机车牵引的市内有轨交通。

## 著名地面缆车
- 香港山頂纜車，亞洲第一條地面缆车，香港百年古老交通工具。
- 香港海洋公園海洋列車， 全世界首個設於主題公園內在隧道行走的雙向登山缆车系統。
- 中国重庆长寿区往來河街、关口地区与城市中心区的长寿缆车，目前中国国内轨道最长、坡度最陡、运行最久的客运地面缆车[3]。
- 加拿大尼亞加拉大瀑布的瀑布鐵路，世界上速度最慢的地面缆车[4]。
- 澳大利亚新南威爾斯卡通巴，是世界上最斜的地面缆车，最斜的地方坡度達122%，其只有一组车辆且只用绞盘驱动[5]，属于单往复式缆车[1]:30，但部分学界将单往复式缆车归类于斜行电梯[6]。
- 瑞士莫尔沙赫的施图斯鐵路（Stoosbahn），除单往复式缆车外世界上最斜的地面缆车，该系统采用的是往复式缆车，最斜的地方坡度達110%（路軌與水平的夾角為47.7度）[7]。
- 美國舊金山纜車系統，历史最悠久的循环式地面缆车。
- 美國洛杉磯市中心天使鐵路，全球最短的地面缆车。
- 美國哈利·波特的魔法世界 (奧蘭多環球影城) 霍格沃茲特快列車，利用地面缆车技术复刻世界畅销小说《哈利·波特》中出现的虚构火车。
- 義大利維蘇威火山纜車，虽已于1951年拆除，但因歌曲登山缆车而闻名于世。